# Jansenella griffithiana
Jansenella es un género monotípico de plantas herbáceas perteneciente a la familia de las poáceas. Su única especie, Jansenella griffithiana (Müll.Stuttg.) Bor, es originaria de India y Burma.

## Sinonimia
- Arundinella avenacea Munro ex Thwaites
- Arundinella campbelliana Lisboa
- Arundinella griffithiana (Müll. Stuttg.) Bor
- Danthonia griffithiana Müll. Stuttg.
- Danthoniopsis griffithiana (Müll.Stuttg.) Bor[2]